# Alexander Nehr
Alexander Nehr (* 30. Januar 1855 in Baja, Woiwodschaft Serbien und Temeser Banat; † 29. Februar 1928 in Wien) war ein ungarndeutscher österreichischer Kunstschlosser und Kunstschmied, dessen bekanntestes Werk der Wiener Rathausmann ist.

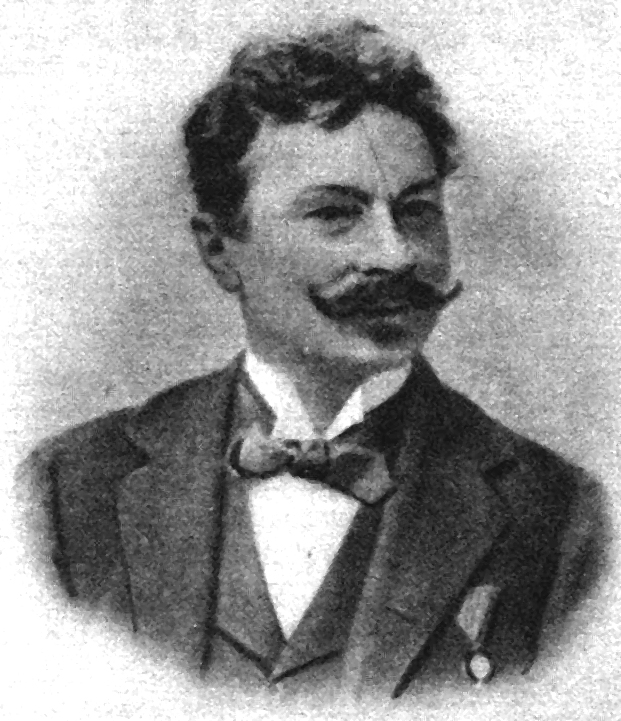
Alexander Nehr

## Leben
Alexander Nehr war der Sohn von Johann und Theresia Nehr. Sein Vater war Braumeister und Brauhausbesitzer. Nach dem Besuch der Realschule in Fünfkirchen erlernte er dort das Schlosserhandwerk. Danach zog er 1873 als Geselle nach Wien und arbeitete in angesehenen Schlossereien, wie z. B. beim k.u.k. Hof-, Bau- und Kunstschlossermeister Valerian Gillar. Daneben bildete er sich, etwa als Zeichner und Modellierer, in Fachschulen weiter. U.a. war er auch beim Bau der Rotunde oder für den k.u.k. Hofschlosser Albert Milde bei der Herstellung der Türen des Burgtheaters beteiligt.
1882 wurde Nehr dem Schlossermeister Ludwig Wilhelm (1833–1898) von Friedrich Schmidt, dem Architekten des Wiener Rathauses, empfohlen. In dessen Schlosserei in Wien-Rossau, Hahngasse 8–10, schuf Nehr als Vorarbeiter in sechs Monaten den Wiener Rathausmann (damals: Eiserner Mann), den Wilhelm der Stadt Wien zum Geschenk machte. Als Modell für den Harnisch diente eine Rüstung von Kaiser Maximilian I.

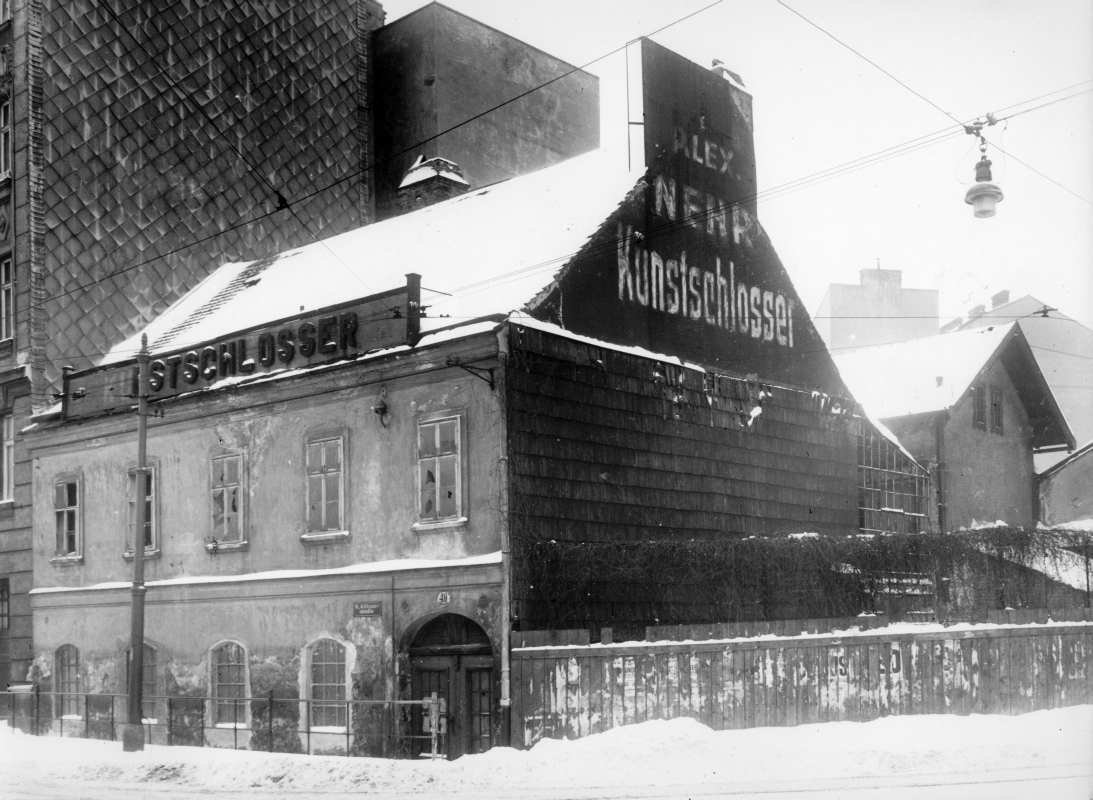
Nehrs ehemalige Werkstätte in der Spittelauergasse 4

Nach Vollendung des Rathausmannes war Nehr einer der bekanntesten Schlosser seiner Zeit. Der Erfolg ermöglichte ihm 1883 die Eröffnung einer eigenen Werkstätte in der Porzellangasse 20, dank der guten Auftragslage konnte er in der Folgezeit bis zu 50 Arbeiter beschäftigen. Ab 1889 hatte er seine Werkstätte in der Spittelauergasse 4 (heute Althanstraße 49), das Haus in der Porzellangasse 20 wurde Anfang der 1890er Jahre abgerissen. Als Bau- und Kunstschlosser verfertigte er „Eisenconstructionen, ornamentale Bau- und Kunstschlosserarbeiten, u. zw.: Treppen- und Balkongeländer, Thore, Grabgitter, Laternen, Lustres, Girandols, Blumentische, Rüstungen, Figuren, Standartenträger.“
1887 heiratete Nehr die Klagenfurterin Theresia Bräuer. Neben vier Töchtern hatten sie auch zwei Söhne, Alexander (* 7. September 1897) und Ludwig (* 9. Februar 1900), die bei ihrem Vater das Kunstschlosserhandwerk erlernten und den Betrieb weiterführten. 1929 musste Alexander Nehr jun. den Betrieb wegen mangelnder Aufträge einstellen. Als Kunstschlosser führte er aber weiter Restaurierungen für die von der Burghauptmannschaft verwalteten Bauten durch.
Nehr nahm an Wiener Ausstellungen teil und stellte seine Arbeiten u. a. auch in Chicago, Paris, St. Louis, Lüttich und Glasgow aus. 1900 wurde er als Mitglied des Ausschusses in die Genossenschaft der Wiener Schlossermeister berufen, er war auch Mitglied des Kunstgewerbe-Vereins und des niederösterreichischen Gewerbe-Vereins sowie gerichtlich beeideter Schätzmeister und Sachverständiger.
In Anerkennung seiner Leistungen wurden ihm mehrere Auszeichnungen und Ehrungen zuteil. Sein Grab befindet sich auf dem Wiener Zentralfriedhof (Gruppe 70, Nr. 100).

## Ehrungen und Auszeichnungen
- 1901: Goldenes Verdienstkreuz (Für die Monumentalpforte des österreichischen Ausstellungspavillons auf der Weltausstellung)[3]
- 1904: Bürger der Stadt Wien
- 1906: k.u.k Hof-Kunstschlosser[4]
- 1908: Goldenes Verdienstkreuz mit Krone
- 1962: Alexander-Nehr-Gasse: Benennung der Verkehrsfläche in Wien-Alsergrund
- 1982: Alexander-Nehr-Hof: Benennung dieser 1984/85 erbauten städtischen Wohnhausanlage in Wien-Alsergrund (Althanstraße 49 – Marktgasse 62 – Newaldgasse 8–10)

## Werke

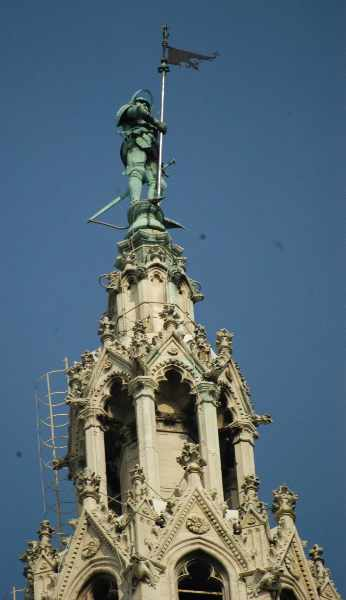
Rathausmann

Neben seinem bekanntesten Werk, dem Rathausmann, stammen noch folgende Arbeiten von ihm bzw. wirkte er bei der Ausgestaltung folgender Bauten mit:
- Fünf Kopien von Rüstungen aus der Rüstkammer von Schloss Ambras für König Ludwig II. von Bayern. (Mitte der 1880er Jahre)
- Eingangstor zu dem Anfang der 1890er errichteten Haus Porzellangasse 20, dem Nachfolgebau von Nehrs ehemaliger Werkstatt. (Heute befindet sich dieses Tor im Bezirksmuseum Alsergrund.)
- Eingangstor für den Österreich-Pavillon auf der Pariser Weltausstellung 1900. (Für dieses Werk erhielt er eine Goldmedaille.)
- Kuppel und Gitter für die Kaiserin Elisabeth-Gedächtniskirche am Hochschneeberg. Mitarbeit an der Kuppelkonstruktion und am Galeriegitter. (1900/01)
- Denkmal für die Gefallenen des k. k. Infanterie-Regiments Hoch und Deutschmeister No. 4 in der Schlacht bei Königgrätz in Rozběřice (Rosberschitz). (1902)[5]
- Konsularakademie (Architekt Ludwig Baumann; heute Botschaft der USA, Boltzmanngasse 16. 1903/04)
- Turmkreuz der Kirche in Zwischenbrücken zu Ehren „Aller Heiligen“ (1905)
- Für die Neue Burg in Wien erbrachte Nehr über Jahre zahlreiche Leistungen, wie Fenstergitter, Stiegengeländer, Kamintüren und andere Schlosserarbeiten, so etwa Regalteile für die Hofbibliothek und die unübersehbare, den Doppeladler auf der Attika der Neuen Burg bekrönende, Kaiserkrone. Ab 1906 hatte auch hier Ludwig Baumann die Bauleitung übernommen.
- Arbeiten für das Kaiserhaus in den Schlössern Schönbrunn und im Belvedere.
- Erweiterungsbau für das Museum für angewandte Kunst in der Weiskirchnerstraße 3 von Ludwig Baumann. (1907/08)
- Treibarbeiten für die Balkongeländer des Palais der Französischen Botschaft in Wien. (1908/09)
- Eingangstor zum Kirchhof der Pfarrkirche Kahlenbergerdorf. (Diese Arbeit Nehrs war eine Schenkung an die Gemeinde; 1909)
- Eingangsgitter zur Familiengruft von Erzherzog Franz Ferdinand im Schloss Artstetten. Architekt dieser Gruft war wiederum Ludwig Baumann, mit dem Nehr oft zusammengearbeitet hatte. (1914/15)

sowie viele Arbeiten für gründerzeitliche Gebäude und Kirchen.

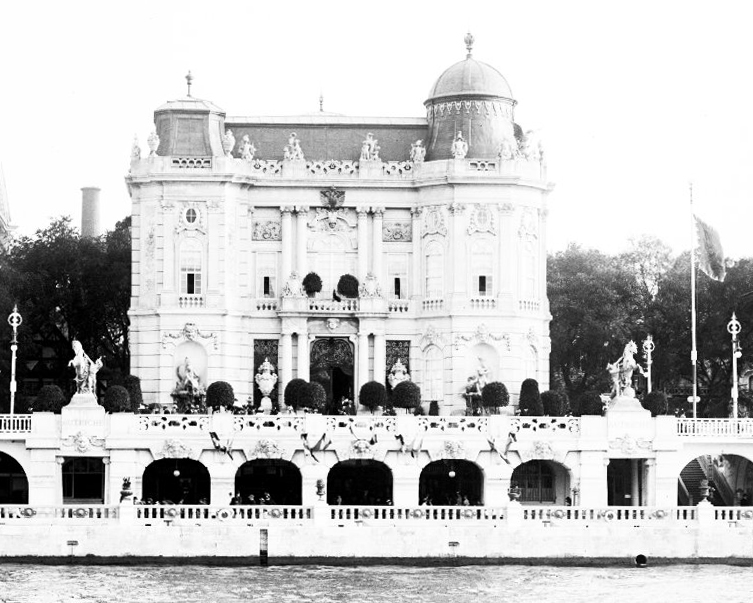
Eingangstor zum Österreich-Pavillon auf der Weltausstellung Paris 1900
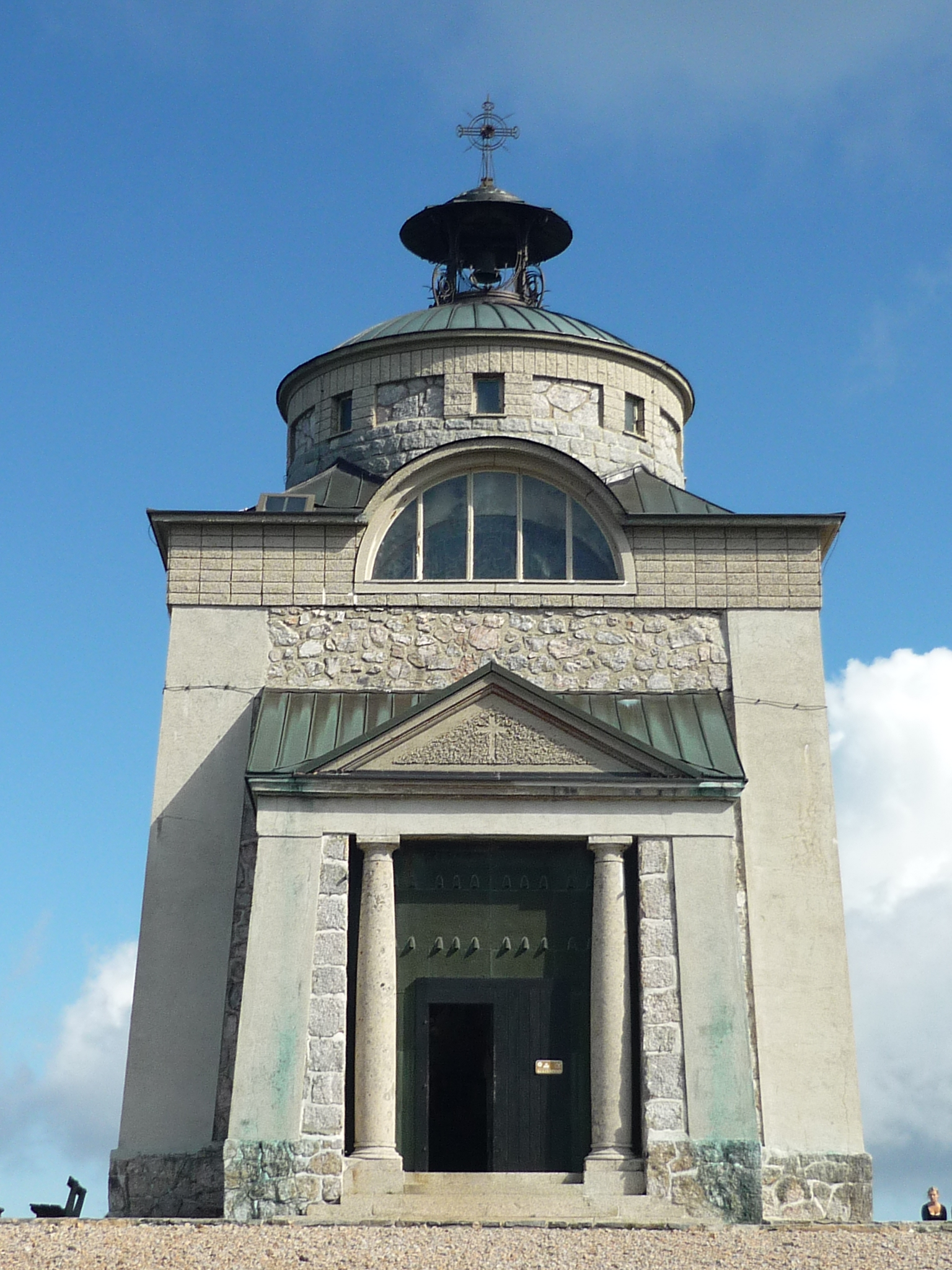
Kuppel und Gitter für die Kaiserin Elisabeth-Gedächtniskirche
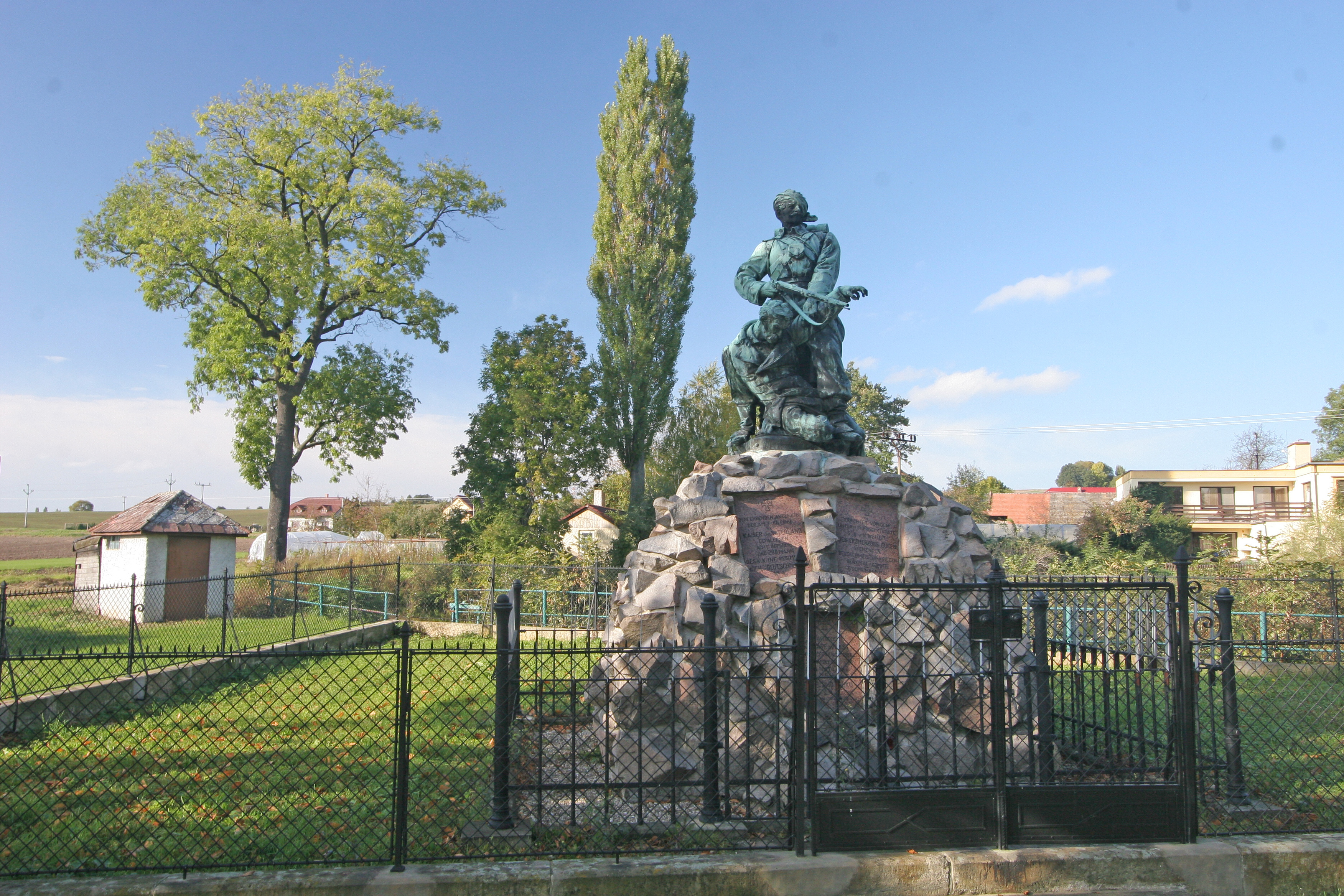
Denkmal in Rozběřice/Rosberschitz
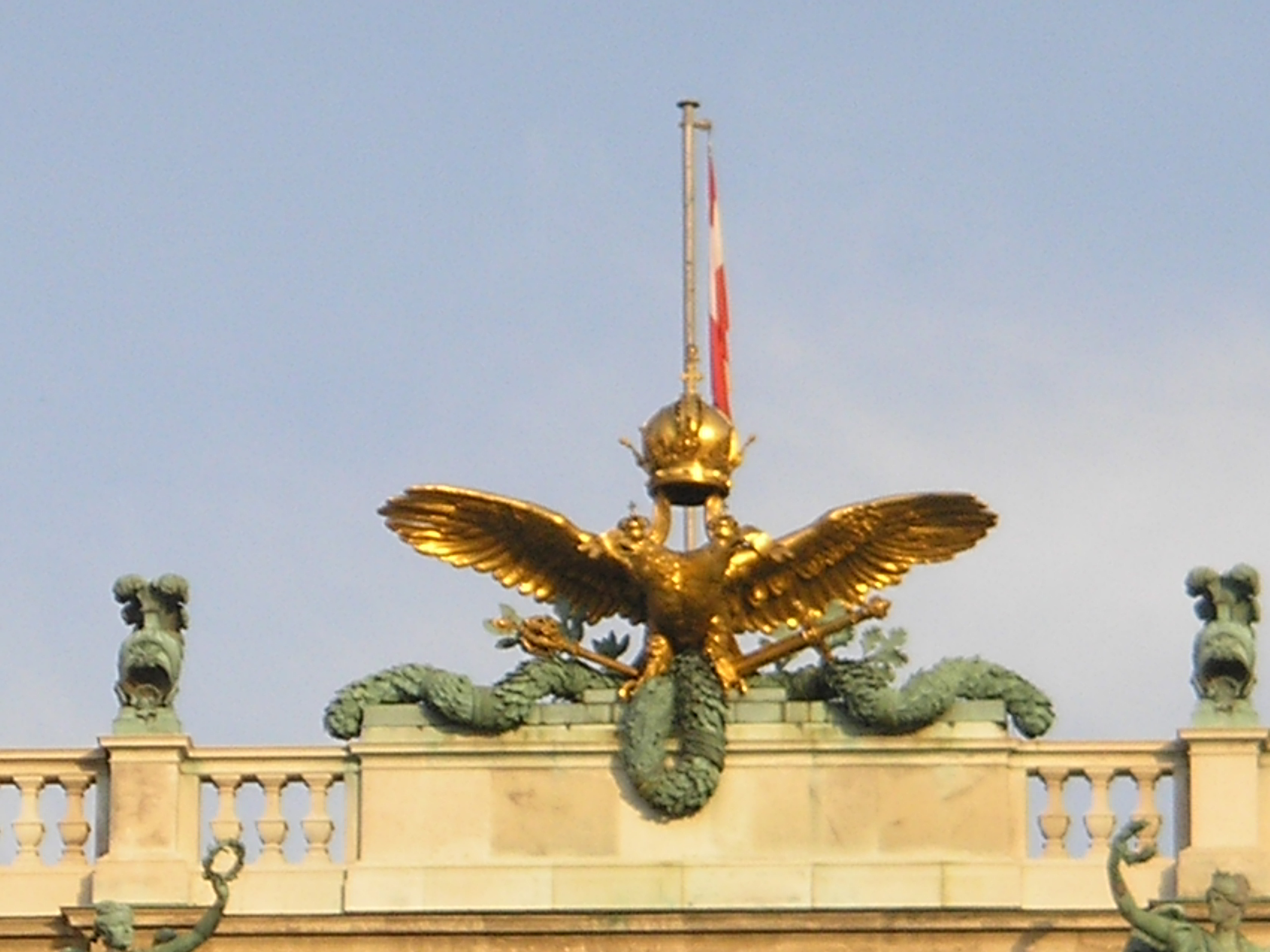
Kaiserkrone des Doppeladlers auf der Neuen Burg
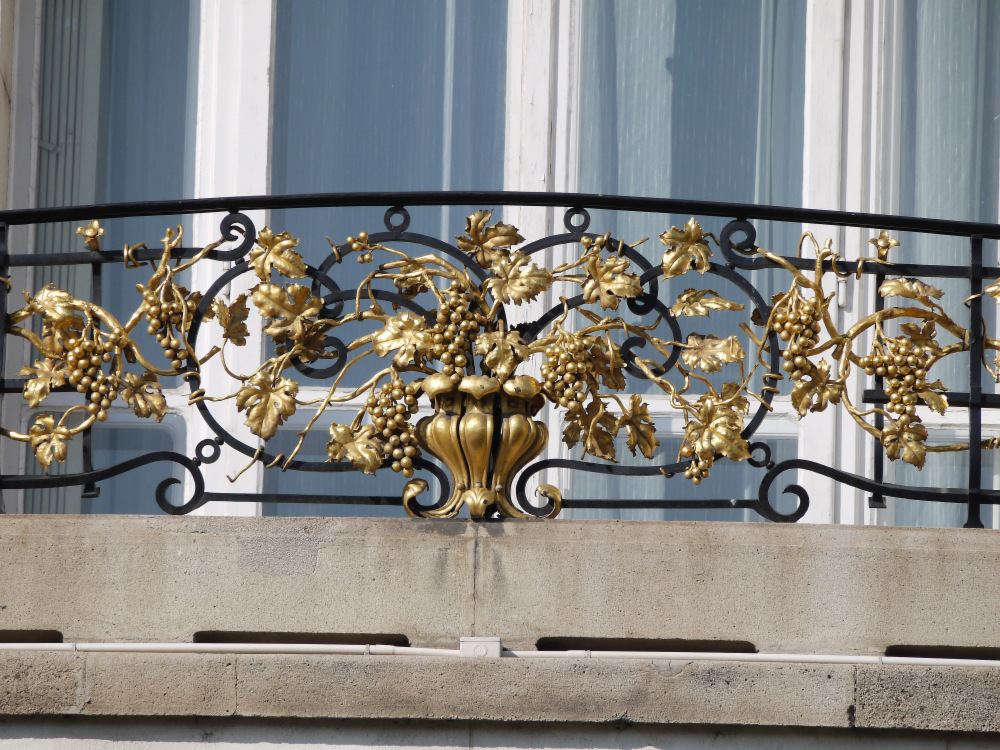
Balkongeländer am Gebäude der Französischen Botschaft
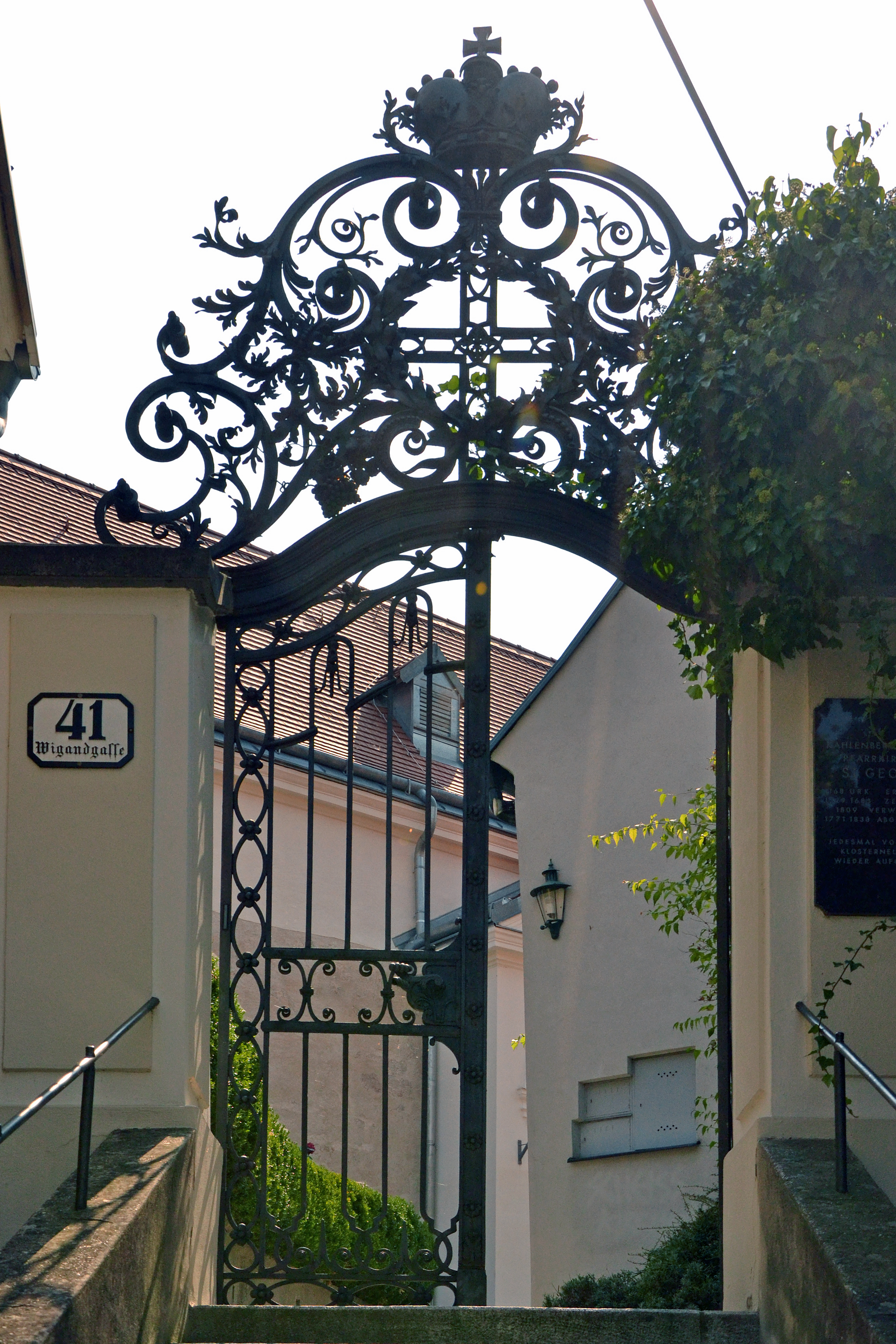
Eingangstor zum Kirchhof der Pfarrkirche im Kahlenbergerdorf